# بهروز یاری
بهروز یاری کشتی‌گیر آزادکار پیشین تیم ملی کشتی آزاد ایران است. وی در دوران فعالیت ورزشی خود ۳ قهرمانی آسیا، ۲ قهرمانی بازی‌های آسیایی و یک مدال برنز قهرمان جهان در دستهٔ ۷۴ کیلوگرم را به دست آورده‌است.
وی در دوران مربی گری خود با تیم اترک خراسان شمالی نایب قهرمان لیگ برتر کشتی آزاد ایران را در کارنامه دارد.